# Parc naturel régional Jura vaudois

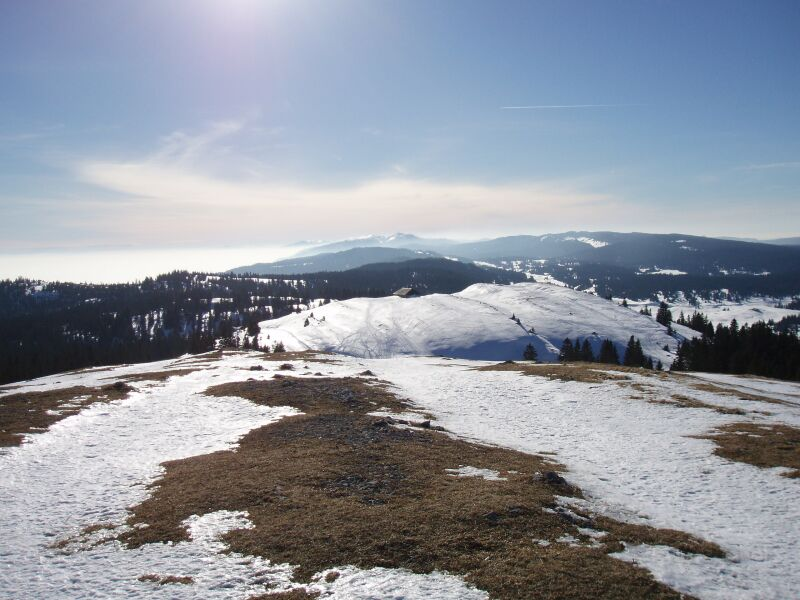
Blick vom Grand Cunay (beim Mont Tendre) nach Südwesten auf die Hochfläche des Jura (Parc jurassien vaudois)

Der Parc naturel régional Jura vaudois ist ein 530,6 km² grosser Regionalpark im Waadtländer Jura, Schweiz, nördlich von Nyon. Er erstreckt sich im Gebiet zwischen den Passstrassen des Col de la Givrine im Südwesten und des Col du Marchairuz im Nordosten, umfasst den breiten Höhenrücken der vordersten Jurakette und liegt im Mittel auf 1300 m bis 1400 m ü. M.
Gegründet wurde der Park im Jahre 1973. Der Regionalpark ist durch verschiedene Wanderwege und Lehrpfade erschlossen. Es gibt mehrere geologische Wege, einen botanischen Lehrpfad und einen Weg, auf dem die Glasmacherkunst erklärt wird.

## Geologie
Aus strukturgeologischer Sicht nimmt das Gebiet des Regionalparks einen Abschnitt des Faltenjuras ein. Die heute anstehenden Gesteinsschichten wurden während des Mesozoikums, insbesondere während der Jura- und der Kreidezeit in einem tropischen Flachmeer abgelagert. Im Rahmen der Jurafaltung während des Miozän und des Pliozän wurden diese Sedimente herausgehoben und auf die weiter im Nordwesten liegenden Sedimentschichten aufgeschoben. Dadurch entstand die fast 10 km breite Jurakette zwischen dem Genferseebecken und dem Vallée de Joux. Diese grosse Antiklinale gliedert sich in zwei bis drei sekundäre Antiklinalen mit dazwischenliegenden Synklinalen und einigen Zonen mit flachlagernden Gesteinsschichten.
Im Lauf der Zeit wurden die zum Teil steilgestellten Gesteinsschichten erodiert und das Gelände im Verhältnis zu anderen Gebieten des Faltenjuras relativ stark eingeebnet. Im Allgemeinen repräsentieren die Höhenzüge die Antiklinalen und die Senken die Synklinalen. Widerstandsfähige Kalksteine bilden charakteristische langgezogene Geländerippen, während weichere Schichten stärker erodiert wurden. Die anstehenden Gesteinsschichten sind überwiegend die Kalksteine des Portlandien und des Kimmeridgien (obere Malm). In den Synklinalen treten auch Kalke und Mergel des Valanginien und Hauterivien (kreidezeitliche Sedimente) zutage.

## Morphologie und Hydrologie
Die Gegend des Regionalparks ist geprägt durch parallel in Südwest-Nordost-Richtung verlaufende Geländestrukturen. Meist bewaldete Höhenrücken und Kreten wechseln sich mit den so genannten Combes (langgezogene Senken) ab, beispielsweise die Combes des Amburnex und die Combe des Begnines. Einige Mulden erreichen beachtliche Depressionen; die Combe de la Valouse ist 70 m tief. Die höchste Erhebung im Regionalpark wird mit 1567 m ü. M. auf dem Noirmont erreicht. Dieser Höhenrücken setzt sich nach Nordosten über die Kuppen von Crêt des Danses (1534 m ü. M.), Mont Pelé (1532 m ü. M.), Mont Sâla (1511 m ü. M.) und Vue de Genève (1492 m ü. M.) bis zur Grande Rolaz fort. Ein zweiter Höhenrücken erstreckt sich vom Crêt de la Neuve (1495 m ü. M.) zum Col du Marchairuz.
Aufgrund des Kalksteins konnten sich auf dem Gebiet des Parc naturel régional Jura vaudois verschiedene Karstphänomene ausbilden. Es gibt hier zahlreiche Dolinen und Karrenfelder, abflusslose Mulden, Versickerungstrichter und einzelne Höhlen. Im Jahresmittel fällt auf dem Hochjura rund 2000 mm Niederschlag. Das Niederschlagswasser versickert im porösen Untergrund und tritt meist erst am Fuss der Jurakette in Karstquellen (Aubonne, Toleure) wieder zutage. Deshalb zeigen die Höhen der vordersten Jurakette praktisch keine oberirdischen Fliessgewässer. Einige Mulden wurden im Lauf der Zeit mit Mergel- und Tonschichten ausgekleidet, welche den durchlässigen Untergrund abdichteten. Dadurch konnten sich hier Moore ausbilden.

## Flora und Fauna

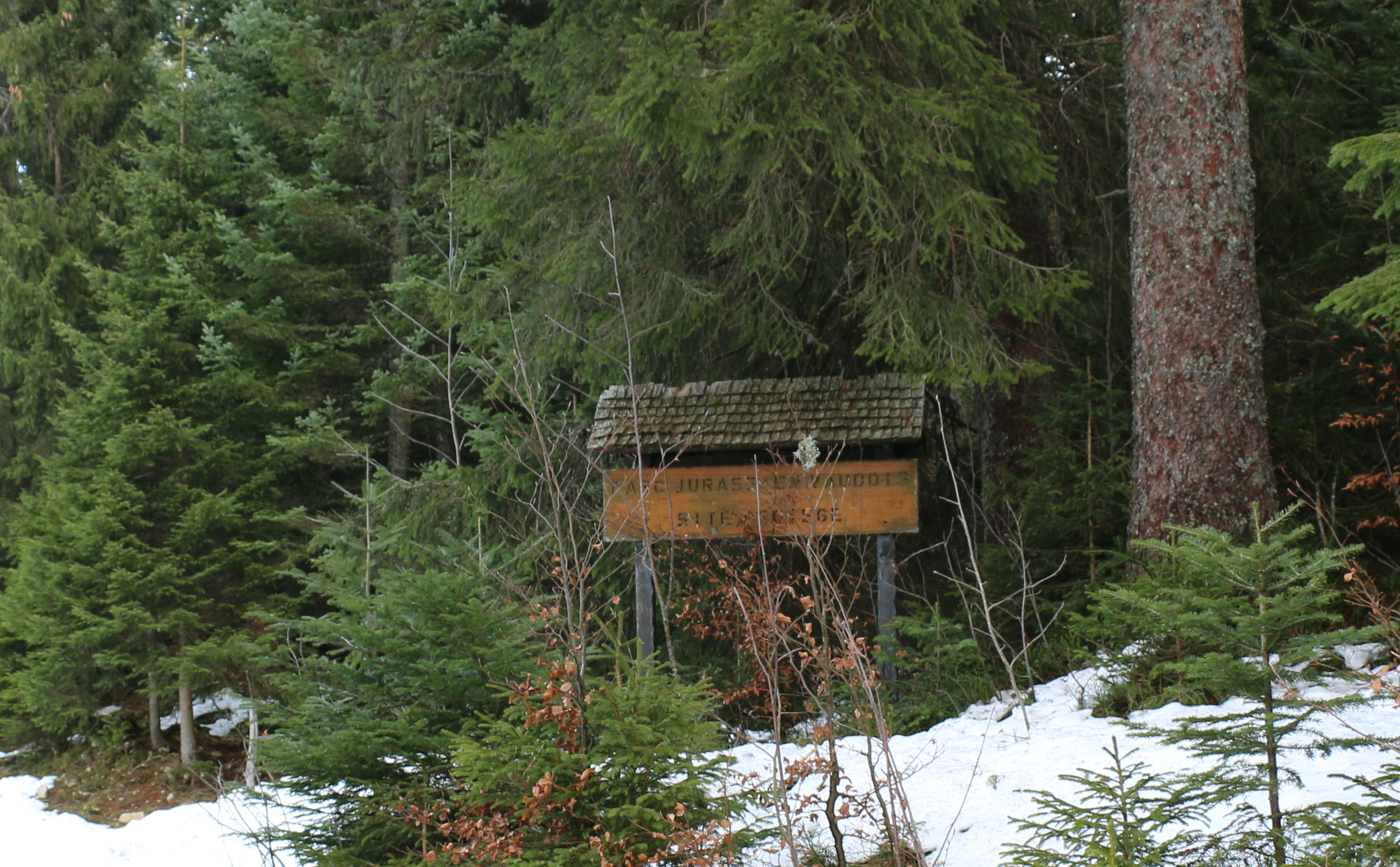
Parc jurassien vaudois, Schutzgebiet

Das Parkgebiet ist charakterisiert durch ausgedehnte Wälder und Bergweiden. Während die Wälder vorwiegend auf dem harten und wenig verwitterten Kalkuntergrund zu finden sind, erstrecken sich die Weiden eher in den Combes auf Böden, die sich auf dem weicheren, mergeligen Substrat bilden konnten. Besonders typisch für die Hochjuraweiden sind die Trockenmauern, die zumeist im 19. und 20. Jahrhundert errichtet wurden. Sie wurden ursprünglich verwendet, um die Viehweiden einzuzäunen, später auch für die Eingrenzung des Grundbesitzes. Diese Mauern bilden ideale Lebensräume für Reptilien und Insekten.
Vorherrschend sind Fichtenwälder, daneben gibt es aber auch Laubmischwälder mit Buchen, Tannen und Ahorn. Die Flora der Wald- und Bergweiden zeigt teils subalpinen Charakter. Hier blühen während des Sommerhalbjahres geschützte Pflanzen wie Orchideen, Goldregen, Seidelbast, Alpenbalsam, Fliegen-Ragwurz, Akeleien und Strauss-Glockenblumen. Der einzige bekannte Standort des Moor-Steinbrechs (Saxifraga hirculus) in der Schweiz befindet sich im Parc naturel régional Jura vaudois.
Im Regionalpark verhältnismässig häufig vertreten sind Gämsen, Rehe, Hirsche, Wildschweine, Füchse, Hasen, Eichhörnchen, Dachse, Marder und Hermeline. Daneben gibt es einige Murmeltierkolonien und Luchse, zahlreiche Vogelarten, Vipern und die seltene Kreuzotter.

## Kulturlandschaft
Die Natur- und Kulturlandschaft im Regionalpark entwickelte sich seit dem Mittelalter durch die Rodung bestimmter Waldabschnitte und die Umwandlung dieser Rodungsflächen in Sömmerungsweiden für das Vieh. So entstand das Nebeneinander von Wald- und Weidewirtschaft. Federführend waren dabei ab dem 12. Jahrhundert die Klöster von Oujon, Bonmont und Saint-Claude. Mit der Zeit wurden auf den Höhen verschiedene Sennhöfe errichtet, in denen Käse hergestellt wurde. Heute werden die Weiden extensiv genutzt, auch die Waldwirtschaft hat eine gewisse Bedeutung.

## Geschichtliches
Der Parc jurassien vaudois wurde auf die Initiative des Geologen Daniel Aubert ins Leben gerufen, der 1971 die Einrichtung von Skianlagen – wie es damals auf französischer Seite am Noirmont geschah – in diesem unberührten und abgeschiedenen Gebiet weitgehend unterbinden wollte. Im Jahre 1973 wurde ein Vertrag zwischen der Waadtländer Sektion von Pro Natura, 13 Anrainergemeinden und drei Privateigentümern unterzeichnet, um die Landschaft der Jurakreten zwischen dem Col de la Givrine und dem Col du Marchairuz unter Schutz zu stellen. Das ursprünglich rund 40 km² grosse Parkgebiet wurde bis heute auf 75 km² vergrössert. 2006 waren 18 Gemeinden am Regionalpark beteiligt; grosse Teile der Gemeindegebiete von Arzier, Bassins und Le Chenit liegen in der Schutzzone des Regionalparks. Seit 2013 ist der Parc naturel régional Jura vaudois als Park von nationaler Bedeutung anerkannt.